# 2009 год в музыке

## События

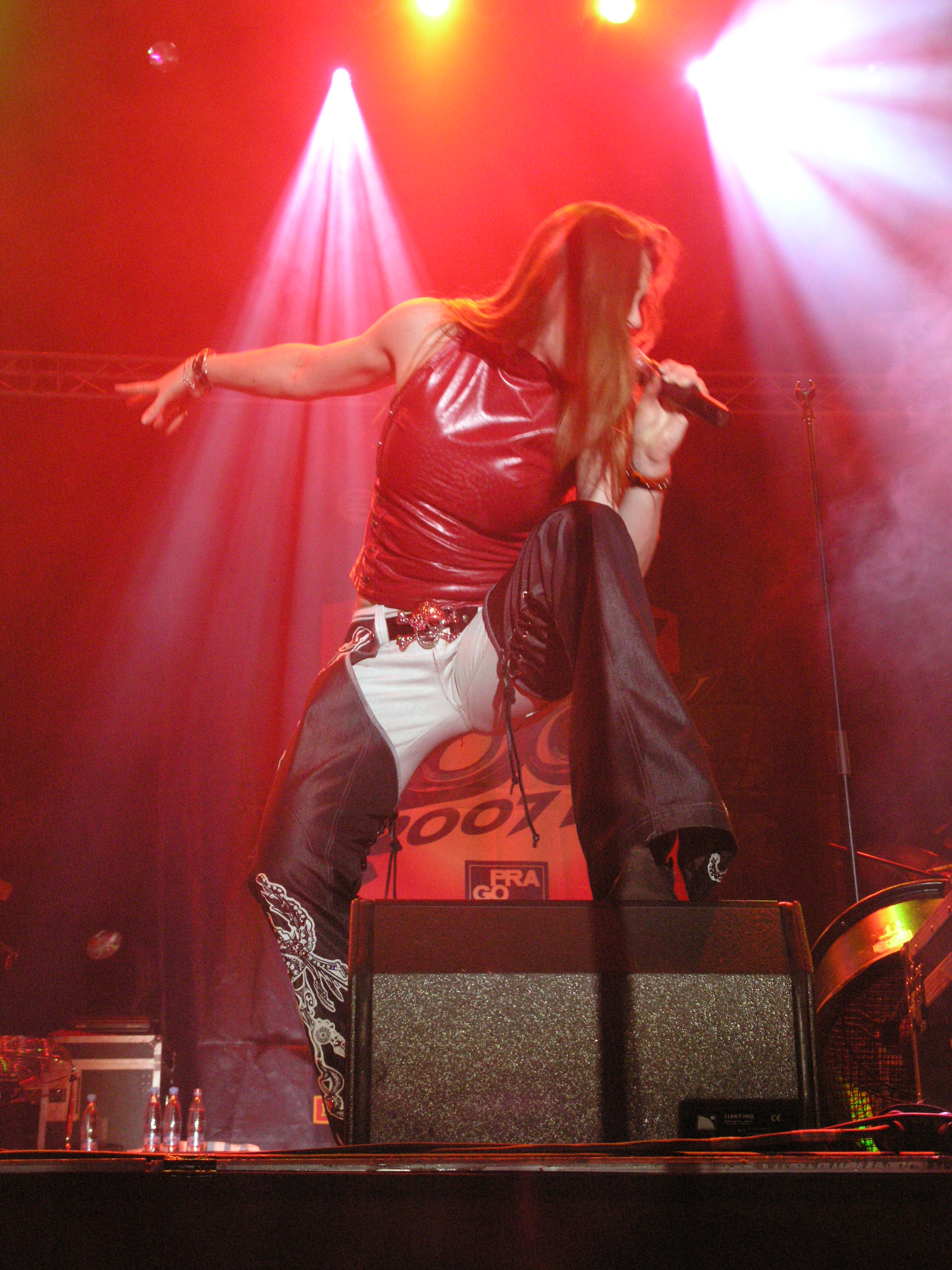
Флор Янсен (After Forever)

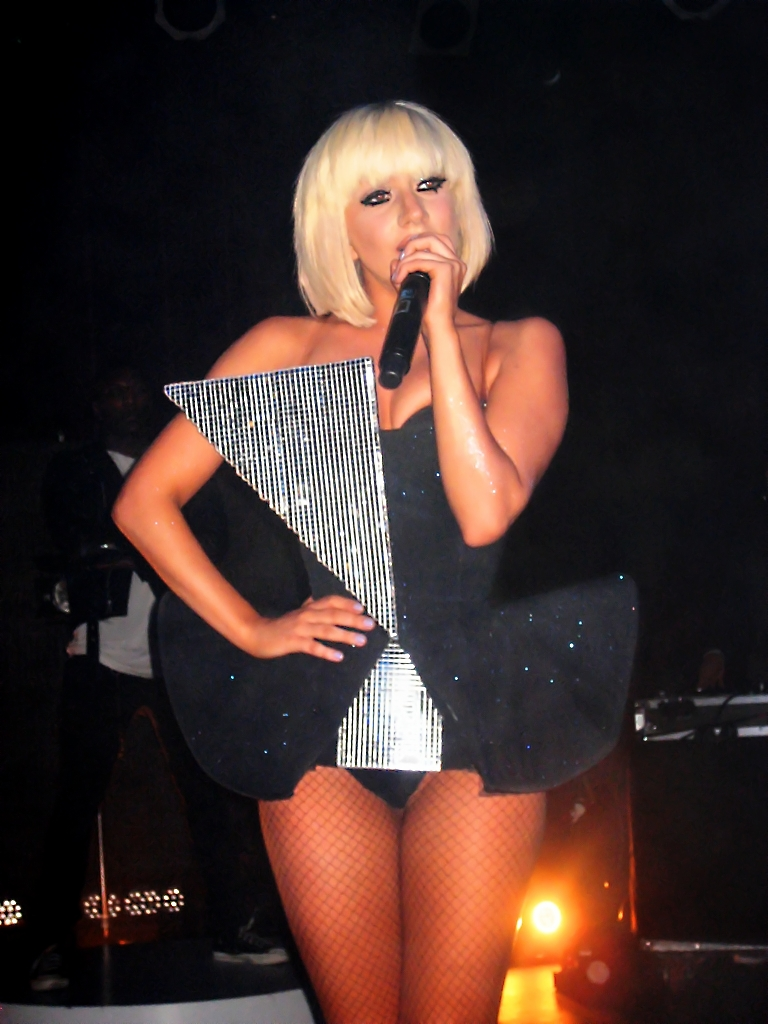
Lady Gaga — открытие года

— Имя Валерия Леонтьева на «Аллее звёзд»

- 14 января — группе «Любэ» исполнилось 20 лет.
- 2 февраля — группа «Агата Кристи» официально объявила о своём распаде.
- Группа After Forever объявила о своём распаде. Вокалистка Фло Янсен создаёт группу Revamp.
- Воссоединение группы Rhapsody.
- Воссоединение группы No Doubt на сцену с новым турне.
- 5 марта — Алла Пугачёва заявила, что прекращает концертную деятельность как певица[1].
- 15 апреля — все радиостанции России одновременно поставили в эфир песню «Арлекино», тем самым поздравив Аллу Пугачёву с 60-летним юбилеем.
- июль — Славянский базар в Витебске у Летнего амфитеатра появилась «Аллея звёзд».
- 10 сентября — состоялся последний концерт Nine Inch Nails. Фронтмен группы Трент Резнор заявил о прекращении концертной деятельности NIN.
- 31 октября — последний концерт The Berzerker. Люк Кенни заявил о распаде группы.
- 18 ноября — Леди Гага выпустила мини-альбом The Fame Monster. На альбом вошли самые популярные треки певицы- Paparazzi, Telephone, Bad Romance, Alejandro, Poker Face
- Группа «Тату» заявила о прекращении деятельности в формате full time. Вскоре девушки заявили, что у каждой сольная карьера.

## Концерты и туры
- 13 июля (до переноса — 8 июля) — Майкл Джексон должен был отправиться в свой последний тур This Is It. Тур не состоялся по причине смерти певца 25 июня 2009.
- 12 марта — Леди Гага начала свой первый концертный тур The Fame Ball Tour в Сан-Диего
- 27 ноября — Леди Гага начала свой второй концертный тур The Monster Ball Tour в Монреале

## Концерты в России
- Концертный тур Scooter по России — 26 февраля (Екатеринбург), 27 февраля (Ростов-на-Дону) (концерт отменён), 28 февраля (Санкт-Петербург).
- 6 февраля — концерт Жана Татляна в Москве в театре эстрады.
- 25 апреля — Леди Гага выступила в Москве в рамках тура The Fame Ball Tour
- 10 мая — старт мирового концертного тура Depeche Mode — Tour of the Universe.
- 12-16 мая — впервые в России, в Москве прошёл Конкурс песни Евровидение 2009.
- 27-29 мая — впервые в России, в Петербурге и в Москве прошли концерты Limp Bizkit.
- 10-11 июня — концерты группы Pet Shop Boys в Петербурге и Москве.
- 12 июня — в День России под Самарой впервые состоялся рок-фестиваль «Рок над Волгой».
- Концертный тур «TómbolaTour 2009» Ману Чао по России и Франции — 23 июня (ДС Юбилейный, Санкт-Петербург), 24 июня (Парк Горького, Москва), 27 июня (Казань), 28 июня (Париж).
- 27 июня — в День молодёжи в Казани прошёл второй международный музыкальный фестиваль «Сотворение мира».
- 27 июня — в Иваново состоялся межрегиональный рок-фестиваль «Антифабрика».
- 28 июня — в Санкт-Петербурге Милен Фармер представила своё шоу En Tournee 2009 в СКК «Петербургский».
- 1 июля — в Москве Милен Фармер представила своё шоу En Tournee 2009 в СК «Олимпийский». После чего тур продолжился в Европе, только спустя два месяца.
- Бритни Спирс впервые в своей жизни посетила Россию в рамках своего мирового турне «The Circus Starring: Britney Spears», дав 2 концерта в Санкт-Петербурге и Москве 19 и 21 июля соответственно.
- 2 августа — в Санкт-Петербурге Мадонна дала единственный концерт в России. Концерт Мадонны прошёл на Дворцовой площади.
- 8 августа — в Москве в рамках «Пикника Афиши» выступила группа Madness.
- 10 августа по 17 августа — тур группы CENTR по Югу России: выступления в Краснодарском крае, Ставропольском крае и Ростовской области.
- 3 сентября — Москва, Театр эстрады, юбилейный концерт ансамбля «Белорусские песняры»
- 5 сентября — Москва, концерт группы Nightwish.
- 6 сентября — в день рождения А. Кузнецова, на сцене Московского Международного Дома Музыки, состоялся сборный концерт-презентация DVD «Алексей Кузнецов: полвека в джазе».
- 11-14 сентября — Концерты группы Kreator в Москве, Санкт-Петербурге, Ростове и Краснодаре.
- 24 сентября — 11 октября — 16-й Международный музыкальный фестиваль «Харьковские ассамблеи. Тема: „Й. Гайдн и И. Котляревский: искусство отимизма“.
- 25 сентября — Bad Boys Blue выступили в клубе „Известный“ (Москва)».
- 29 сентября — Барбра Стрейзанд выпустила свой новый альбом «Love is the Answer», занявший вскоре первое место в рейтинге Billboard 200.
- 30 сентября — Москва, Театр эстрады, выступление Сергея Захарова с оркестром в новой программе «Люблю тебя…».
- 1 октября — в Москве в Олимпийском с концертом выступил Хулио Иглесиас
- 3 октября — в Санкт-Петербурге в клубе «GlavClub» состоялся концерт британской готик-метал группы Paradise Lost.
- 4 октября — Москва, ДК Горбунова, концерт группы Over The Rainbow[2].
- 7 октября — Москва, СК «Олимпийский», шоу Элтона Джона «Red Piano»
- 9 октября — Москва, концертный зал «Crocus Expo», концерт британской группы The Prodigy.
- 11 октября — Санкт-Петербург, Ледовый дворец, концерт британской группы The Prodigy.
- 13 октября — Москва, ДС «Лужники», концерт группы Procol Harum.
- 14 октября — Москва, ДС «Лужники», концерт группы Massive Attack.
- 18 октября — Москва, ММДМ, концерт мультиинструменталиста Лаки Питерсона.[3]
- 22 октября — Москва, ДК Горбунова, концерт группы Nazareth[4]
- 28 октября — Москва, B1 Максимум, выступление группы Franz Ferdinand на премии RAMP 2009[5].
- 31 октября — Москва, концертный зал «Crocus City Hall», впервые в Москве — концерт певицы Sarah Connor.
- 2 ноября — Москва, СК «Олимпийский», концерт Beyonce международного тура «I Am»
- 3 ноября — Москва, ММДМ, концерт гитариста-виртуоза Френсиса Гойя[6] и саксофониста Алекса Новикова.
- 4 ноября — Москва, концертный зал «Crocus City Hall», концерт группы Gregorian.
- 12 ноября — Psychic TV в Москве, клуб IKRA[7]
- 13 ноября (пятница 13-е) — Мэрилин Мэнсон в Москве, в Б1 MAXIMUM[8]
- 14 ноября — Москва, Государственный Кремлёвский дворец, концерт George Bensona и саксофониста Алекса Новикова.
- 14 ноября — Москва, Underworld выступила с живым концертом в «Форум Холл»[9]
- 20 ноября — Москва, СК «Олимпийский», концерт-презентация альбома Григория Лепса «Водопад».
- 21 ноября — Москва, концертный зал «Crocus City Hall», концерт турецкого певца Tarkan.
- 22 ноября — Москва, СК «Олимпийский», концерт норвежской группы A-ha в рамках прощального мирового турне «Ending on a high note» (Прощание на высокой ноте).
- 4 декабря — Москва, концертный зал «Crocus City Hall», концерт оркестра Джеймса Ласта.
- 9 декабря — Москва, СК «Олимпийский», концерт певицы Уитни Хьюстон.
- 21 декабря — Sebastian Bach в Москве, в Б1 MAXIMUM.
- 23 декабря — 70-летие со дня основания Оперной студии Харьковской консерватории (ныне Харьковского государственного университета искусств им. И. П. Котляревского) отмечалось спектаклем «Волшебная флейта» В. Моцарта.

## Группы

### Воссоединившиеся
- Limp Bizkit

### Новые
- TWENTY ØNE PILØTS
- Diddy — Dirty Money
- Them Crooked Vultures
- Naked King
- Солнцеворот
- X Ambassadors
- Anacondaz
- Foster The People
- Нейромонах Феофан

### Распавшиеся
- Peter, Paul and Mary (1961—2009)
- Blue Cheer (1967—2009)
- Live (1988—2009)
- The Verve (1989—2009)
- Oasis (1991—2009)
- Зимовье Зверей (1994—2009)
- Ольви (2001—2009)
- Juliette and the Licks (2003—2009)
- The Rascals (Англия) (2007—2009)
- «Тату» (1999—2009)
- Centr (2004—2009)
- Братья Грим (1998—2009)
- 2H Company (2001—2009)

См. также: Музыкальные коллективы, распавшиеся в 2009 году

## Альбомы
- 15 мая 2009 Eminem выпускает альбом Relapse
- 20 мая 2009 Marilyn Manson выпускает альбом The High Low End
- 9 ноября 2009 года 50 Cent выпускает альбом Before I Self Destruct
- 29 декабря 2009 twenty one pilots выпускают альбом Twenty One Pilots
- В 2009 году Непара выпускает альбом Обречённые/Обручённые и сборник Выйди, на связь

## Песни года

### По версии Rolling Stone
Журнал Rolling Stone назвал лучшими песнями 2009 года:
- Moment of Surrender — U2
- Empire State of Mind — Jay-Z и Алиша Киз
- Outlaw Pete — Брюс Спрингстин[10].

### Россия
Хиты № 1 в России (TopHit)
- «Лучшая ночь» — МакSим (1 неделя)
- «Hot n Cold» — Кэти Перри (1 неделя)
- «Hush Hush» — The Pussycat Dolls (1 неделя)
- «Скажи, не молчи» — Serebro (13 недель)
- «Eva» — Винтаж (9 недель)
- «Fairytale» — Александр Рыбак (2 недели)
- «Не отдам» — МакSим (5 недель)
- «Colors» — Morandi (2 недели)
- «I Know You Want Me» — Pitbull (2 недели)
- «Celebration» — Мадонна (2 неделя)
- «Сладко» — Serebro (1 неделя)
- «Я буду...» — 23:45 feat. 5ivesta family (10 недель)
- «Bad Romance» — Леди Гага (3 недели)

### Великобритания
Хиты № 1 в Великобритании (UK Official Top 75 #1 Hits)
- «Hallelujah» — Alexandra Burke (2 недели № 1 в 2008/ и 1 неделя № 1 в 2009)
- «Just Dance» featuring Colby O'Donis — Lady GaGa (3 недели)
- «The Fear» — Lily Allen (4 недели)
- «My Life Would Suck Without You» — Kelly Clarkson (1 неделя)
- «Right Round» — Flo Rida (1 неделя)
- «Islands in the Stream» — Rob Brydon and Ruth Jones ft. Robin Gibb and Tom Jones (1 неделя)
- «Poker Face» — Lady Gaga (3 недели)
- «I’m Not Alone» — Calvin Harris (2 недели)
- «Number 1» — Tinchy Stryder ft. N-Dubz (3 недели)
- «Boom Boom Pow» — Black Eyed Peas (1 неделя)
- «Bonkers» — Dizzee Rascal (2 недели)
- «Boom Boom Pow» (вторично) — Black Eyed Peas (1 неделя)
- «Mama Do (Uh Oh Uh Oh)» — Pixie Lott (1 неделя)
- «When Love Takes Over» — David Guetta ft. Kelly Rowland (1 неделя)
- «Bulletproof» — La Roux (1 неделя)
- «Evacuate the Dancefloor» — Cascada (2 недели)
- «Beat Again» — JLS (2 недели)
- «I Gotta Feeling» — Black Eyed Peas (1 неделя)
- «Never Leave You» — Tinchy Stryder ft. Amelle (1 неделя)
- «I Gotta Feeling» (second run) — Black Eyed Peas (1 неделя)
- «Sexy Bitch» — David Guetta ft. Akon (1 неделя)
- «Holiday» — Dizzee Rascal (1 неделя)
- "Run This Town — Jay-Z ft. Rihanna and Канье Уэст (1 неделя)
- «Boys and Girls» — Pixie Lott (1 неделя)
- «Break Your Heart» — Taio Cruz (3 недели)
- «Oopsy Daisy» — Chipmunk (1 неделя)
- «Bad Boys» — Alexandra Burke featuring Flo Rida (1 неделя)
- «Fight for This Love» — Cheryl Cole (2 недели)
- «Everybody In Love» — JLS (1 неделя)
- «Meet Me Halfway» — Black Eyed Peas (1 неделя)
- «3» — Britney Spears (1 неделя)
- «You Are Not Alone» — X Factor 2009 Finalists (1 неделя)
- «The Official BBC Children in Need Medley» — Peter Kay’s Animated All Star Band (2 недели)
- «Bad Romance» — Lady Gaga (1 неделя)
- «Killing in the Name» — Rage Against the Machine (1 неделя+)

### США
Хиты № 1 в США (Список синглов № 1 в США в 2009 году (Billboard) #1 Hits)
- «Single Ladies» — Beyoncé (2 недели № 1 в 2008/ и 2 недели № 1 в 2009)
- «Just Dance» — Lady GaGa featuring Colby O'Donis (3 недели)
- «My Life Would Suck Without You» — Kelly Clarkson (2 недели)
- «Crack a Bottle» — Eminem featuring Dr. Dre and 50 Cent (1 неделя)
- «Right Round» — Flo Rida (6 недель)
- «Poker Face» — Lady GaGa (1 неделя)
- «Boom Boom Pow» — Black Eyed Peas (12 недель)
- «I Gotta Feeling» — Black Eyed Peas (14 недель)
- «Down» — Jay Sean featuring Lil Wayne (2 недели)
- «3» — Britney Spears (1 неделя)
- «Fireflies» — Owl City (2 недели)
- «Whatcha Say» — Jason Derülo (1 неделя)
- «Empire State of Mind» — Jay-Z featuring Alicia Keys (5 недель)

Альбомы № 1 в США
- Список альбомов № 1 в США в 2009 году (Billboard)

### Продажи в США
- Самый продаваемый сингл в США (Лучшие синглы США 2009 года по версии Billboard) — «Boom Boom Pow» (The Black Eyed Peas), второе место — «Poker Face» (Lady Gaga), третье место — «Just Dance» (Lady Gaga)[11].
- Самый продаваемый альбом в США (Список лучших альбомов США 2009 года (Billboard)) — «Fearless» (Тейлор Свифт), второе место — «I Am... Sasha Fierce» (Бейонсе), третье место — «Dark Horse» (Nickelback)[12].

## Награды

### Премия «Грэмми» 2009
51-я ежегодная церемония вручения премии «Грэмми» состоялась 8 февраля 2009 года в Лос-Анджелесе.
- Запись года —  Роберт Плант и Элисон Краусс «Please Read the Letter»
- Альбом года — Роберт Плант и Элисон Краусс «Raising Sand»
- Песня года — Coldplay «Viva la Vida»
- Лучший новый исполнитель — Адель

### BRIT Awards 2009
29-я ежегодная церемония вручения наград BRIT Awards прошла 18 февраля 2009 года в Лондоне.
- Британский исполнитель года — Пол Уэллер
- Международный исполнитель года — Канье Уэст
- Британская исполнительница года — Даффи
- Международная исполнительница года — Кэти Перри
- Британская группа года — Elbow
- Британский прорыв года — Kings of Leon
- Британский альбом года — Даффи «Rockferry»
- Британский сингл года — Girls Aloud «The Promise»

### Премия Муз-ТВ 2009
7-я ежегодная национальная премия в области популярной музыки Муз-ТВ 2009 была проведена 5 июня 2009 года в Москве.
- Лучший исполнитель — Сергей Лазарев
- Лучшая исполнительница — МакSим
- Лучшая поп-группа — БиС
- Лучшая песня — Дима Билан «Believe»

### MTV Video Music Awards 2009
26-я церемония вручения музыкальных наград телеканала MTV прошла 13 сентября 2009 года в Нью-Йорке.
- Видео года — Бейонсе «Single Ladies (Put a Ring on It)»
- Лучшее мужское видео — T.I. (с участием Рианны) — «Live Your Life»
- Лучшее женское видео — Тейлор Свифт — «You Belong With Me»
- Лучший новый артист — Леди Гага — «Poker Face»

### MTV Europe Music Awards 2009
16-я церемония вручения музыкальных наград телеканала MTV Европа прошла 5 ноября 2009 года в Берлине.
- Лучший певец — Эминем
- Лучшая певица — Бейонсе
- Лучший новый артист — Леди Гага
- Лучшая песня — Бейонсе «Halo»
- Лучший клип — Бейонсе «Single Ladies (Put a Ring on It)»

### American Music Awards 2009
37-я ежегодная церемония American Music Awards 2009 прошла 22 ноября в Лос-Анджелесе.
- Артист года — Тэйлор Свифт
- Новый артист года — Gloriana

### Зал славы рок-н-ролла
Исполнители:
- Little Anthony and the Imperials (Энтони Гурдин, Кларенс Коллинз, Трэйси Лорд, Эрнест Райт-младший, Нэт Роджерс и Сэмми Стрэйн[англ.])[13]
- Metallica (Клифф Бёртон, Джейсон Ньюстед, Роберт Трухильо, Ларс Ульрих, Кирк Хэмметт и Джеймс Хэтфилд)[14]
- Run-DMC (Джейсон «Jam Master Jay» Майзелл, Дэррил «DMC» Макдэниелс и Джозеф «DJ Run» Симмонс)[15]
- Джефф Бек[16]
- Бобби Уомак[17]

Раннее влияние:
- Ванда Джексон[18]

Аккомпанирующие музыканты:
- Билл Блэк[англ.][19]
- Спунер Олдхэм[англ.][20]
- Ди Джей Фонтана[21]

### Зал славы авторов песен
- Джон Бон Джови[22]
- Эдди Бригати[англ.][23]
- Роджер Гринуэй[англ.][24]
- Феликс Кавальер[англ.][25]
- Дэвид Кросби[26]
- Роджер Кук[англ.][27]
- Гэлт Макдермот[28]
- Грэм Нэш[29]
- Джером Рэгни[англ.][30]
- Джеймс Рэдо[англ.][31]
- Ричи Самбора[32]
- Стивен Стиллз[33]
- Стивен Шварц[34]

Награда Джонни Мерсера:
- Холланд — Дозье — Холланд[35]

Награда Эйба Олмена издателю:
- Максин Лэнг[36]

Награда Хауи Ричмонда создателю хитов:
- Том Джонс[37]

Награда за выдающуюся песню:
- Moon River[38]

Награда за выдающееся исполнение:
- Энди Уильямс[39]

Награда Хэла Дэвида «Звёздный свет»:
- Джейсон Мраз[40]

### Зал славы кантри
- Рой Кларк[41]
- Чарли Маккой[англ.][42]
- Барбара Мандрелл[43]

## Родились
- 16 октября — Алёна Аурум — российская видеоблогерша и певица.

## Скончались

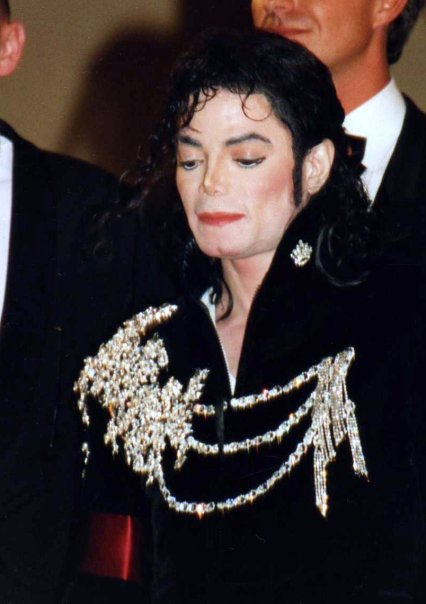
Майкл Джексон

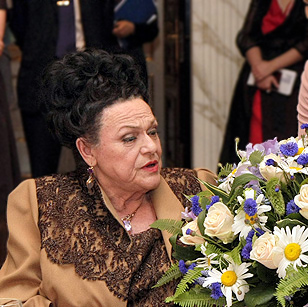
Людмила Зыкина

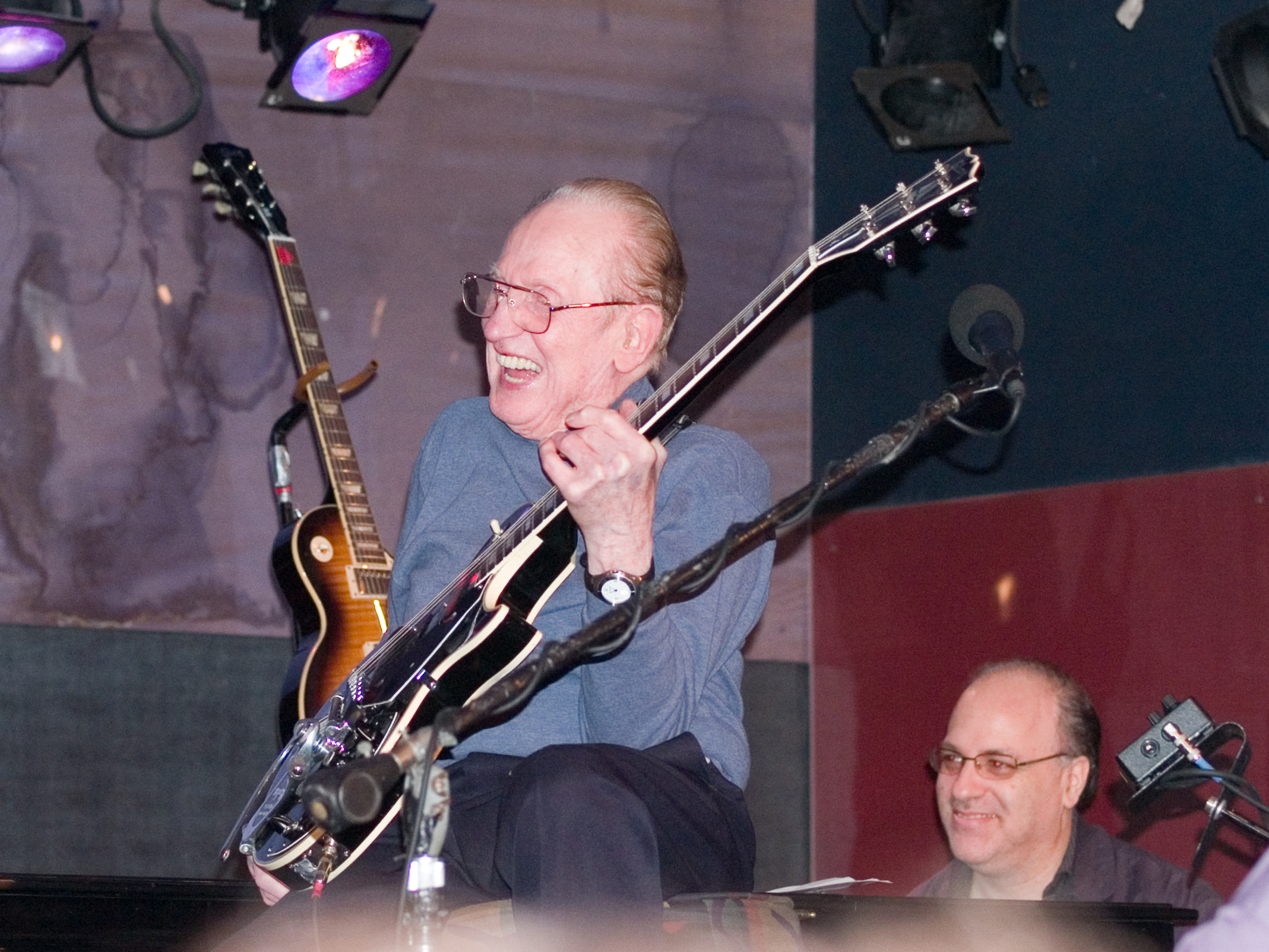
Лес Пол

### Январь
- 2 января — Владислав Вадимович Андрианов (57) — певец, солист группы «Лейся, песня»; травмы, полученные после аварии[44].
- 6 января (тело найдено в этот день) — Рон Эштон (60) — американский музыкант, гитарист, басист и автор песен группы The Stooges
- 9 января — Дейв Ди (65) — английский музыкант, участник группы «Dave Dee, Dozy, Beaky, Mick & Tich»; рак[45].
- 15 января — Вероника Дударова (92) — дирижёр, Народная артистка СССР.
- 27 января — Вячеслав Осипов (70) — оперный певец, народный артист России[46].
- 28 января — Билли Пауэлл[англ.] (56) — американский музыкант, клавишник группы Lynyrd Skynyrd
- 31 января — Дьюи Мартин[англ.] (68) — канадский музыкант, барабанщик группы Buffalo Springfield

### Февраль
- 4 февраля — Люкс Интериор (наст. имя — Эрик Пёркхайзер) (62) — американский певец, вокалист группы «The Cramps»; сердечный приступ[47].
- 11 февраля — Эстелль Беннетт[англ.] (67) — американская певица, вокалистка группы The Ronettes
- 19 февраля
  - Келли Гроукат (62) — английский музыкант, бас-гитарист группы «Electric Light Orchestra»; сердечный приступ[48].
  - Миика Тенкула (35) — гитарист, один из лидеров финской метал-группы Sentenced[49].

### Март
- 19 марта — Вениамин Марголин (86) — трубач, профессор Петербургской консерватории, заслуженный артист РСФСР[50].
- 29 марта — Морис Жарр (83) — французский композитор; рак[51].

### Апрель
- 19 апреля — Анатолий Михайлович Кулешов (49) — российский музыкант, хормейстер и бэк-вокалист музыкальной группы «Любэ».

### Июнь
- 2 июня — Жан Сагадеев (41) — рок-музыкант, лидер московской группы «Э. С. Т.», самоубийство или убийство. Причина смерти до конца не выяснена[52].
- 3 июня — Коко Тэйлор (80) — американская блюзовая певица[53].
- 14 июня — Боб Богл[англ.] (75) — американский музыкант, основатель, гитарист и басист группыThe Ventures[54]
- 19 июня — Павел Чернобай (26) — гитарист группы «Everlost»; остановка сердца[55].
- 25 июня — Майкл Джексон (50) — американский певец, танцор и автор песен, «король поп-музыки»[56]

### Июль
- 1 июля — Людмила Зыкина (80) — русская певица, народная артистка СССР, Герой Социалистического Труда; остановка сердца после инфаркта[57].
- 11 июля — Павел Смеян (52) — российский музыкант и актёр; рак[58].
- 12 июля — Алексей Таганцев (DJ Dlee) (34) — московский диджей; автокатастрофа[59].
- 18 июля — МС Молодой (настоящее имя — Антон Ионов) (26) — российский рэпер; остановка сердца[60].
- 21 июля — Эндрю Томас (63) — певец, экс-участник группы Bad Boys Blue (1984—2005), рак желудка
- 27 июля — Джордж Рассел (86) — американский джазовый пианист и композитор; болезнь Альцгеймера[61].

### Август
- 3 августа — Кузьминский, Сергей Леонидович (46) — лидер группы «Братья Гадюкины» (укр. Брати Гадюкіни), рак горла[62]
- 9 августа — Кагэяма Юити (30) — басист метал-группы Versailles, физическое истощение[63]
- 12 августа — Лес Пол (94) — американский гитарист-виртуоз, создатель одной из самых популярных электрогитар в мире[64]
- 18 августа — Хильдегард Беренс (72) — немецкая оперная певица (сопрано); расслоение аорты[65].
- 21 августа — Джонни Картер[англ.] (75) — американский певец, вокалист групп The Flamingos и The Dells
- 26 августа — Элли Гринвич (68) — американская певица, автор песен и продюсер
- 28 августа — DJ AM (36) — американский диск-жокей; передозировка наркотических веществ[66].

### Сентябрь
- 1 сентября — Невит Кодаллы, турецкий композитор, дирижёр и педагог.
- 7 сентября — Фред Миллс (74) — канадский трубач; автокатастрофа[67].
- 8 сентября — Вячеслав Хурсенко, украинский композитор и певец.
- 16 сентября — Мэри Трэверс (72) — американская фолк-певица, умерла от лейкемии.

### Октябрь
- 4 октября — Мерседес Соса (74) — аргентинская певица, известная как «Голос Латинской Америки»[68].
- 10 октября — Стивен Гейтли (33) — вокалист ирландской поп-группы «Boyzone»[69].
- 13 октября — Эл Мартино (82) — американский певец[70][71].

### Ноябрь
- 30 ноября — Ручьевская, Екатерина Александровна (87) — учёный-музыковед, профессор Санкт-Петербургской консерватории. Заслуженный деятель искусств России.[72]

### Декабрь
- 2 декабря — Эрик Вулфсон (64) — клавишник британской арт-рок-группы «The Alan Parsons Project»; рак желудка.
- 16 декабря — Арановский, Марк Генрихович (81) — учёный-музыковед. Доктор искусствоведения. Заслуженный деятель искусств России.
- 24 декабря — Вера Николаевна Кудрявцева-Лемешева (98) — певица, профессор Московской консерватории.
- 27 декабря — Шварц, Исаак Иосифович (86) — советский и российский композитор.
- 28 декабря — Джимми Оуэн Салливан (28) — барабанщик группы «Avenged Sevenfold».
- Валентинас Багдонас (80) — литовский и советский композитор.